# Светско првенство у атлетици у дворани 2025 — штафета 4 × 400 метара за мушкарце
Трка штафета 4 × 400 м у мушкој конкуренцији  на 20. Светском првенству у атлетици у дворани 2025. одржана је 23. марта у  новоизграђеној дворани „Нанкингова коцка“ у Омладинском олимпијском спортском парку у Нанкингу.

## Земље учеснице
Учествовало је 20 такмичара у 5 штафета из исто толико земаља.
| 1. Јамајка (4) 2. Кина (4) 3. Мађарска (4) | 1. САД (4) 2. Шри Ланка (4) |

## Освајачи медаља
| Освајачи медаља                                           |                                                               |                                                          |  |  |  |  |
|                                                           |                                                               |                                                          |  |  |  |  |
|                                                           |                                                               |                                                          |  |  |  |  |
|                                                           |                                                               |                                                          |  |  |  |  |
| Elija Godwin Брајан Фауст Џекори Патерсон Кристофер Бејли | Рашин Макдоналд Јасауна Денис Kimar Farquharson Демар Франсис | Патрик Симон Ењинги Золтан Вахл Арпад Ковач Атила Молнар |  |  |  |  |
| САД                                                       | Јамајка                                                       | Мађарска                                                 |  |  |  |  |

## Рекорди пре почетка Светског првенства 2025.
Рекорди у штафети 4х400 метара за мушкарце пре почетка светског првенства 21. марта 2025. године:
| Рекорди пре почетка Светског првенства 2025. | Рекорди пре почетка Светског првенства 2025. | Рекорди пре почетка Светског првенства 2025.                                      | Рекорди пре почетка Светског првенства 2025. | Рекорди пре почетка Светског првенства 2025. | Рекорди пре почетка Светског првенства 2025. |
| -------------------------------------------- | -------------------------------------------- | --------------------------------------------------------------------------------- | -------------------------------------------- | -------------------------------------------- | -------------------------------------------- |
| Светски рекорд                               | САД                                          | Закари Шиник, Раи Бенџамин, Рики Морган, Мајкл Норман                             | 3:00,77                                      | Колеџ Стејшон, САД                           | 10. март 2018.                               |
| Рекорд светских првенстава                   | Пољска                                       | Карол Залевски, Рафал Омелко Лукаш Кравчук, Јакуб Кшевина                         | 3:01,77                                      | Бирмингем, Уједињено Краљевство              | 4. март 2018.                                |
| Најбољи резултат сезоне                      | Texas A&M, САД                               | Џастин Робинсон, Гамали Феликс, Калеб Симпсон, Џејден Дејвис                      | 3:02,21                                      | Универзитет Клемсон, Јужна Каролина, САД     | 15. фебруар 2025.                            |
| Афрички рекорд                               | Кенија                                       | Вајзмен Вер Мукхобе, Заблон Екал Еквам, Келвин Сејн Таута, Бонифас Онтуга Мвереса | 3:06,71                                      | Глазгов, Уједињено Краљевство                | 3. март 2024.                                |
| Азијски рекорд                               | Јапан                                        | Казухиро Такахаши, Џун Осакада, Масајуши Кан, Шуњи Карубе                         | 3:05,90                                      | Маебаши, Јапан                               | 6. март 1999.                                |
| Северноамерички рекорд                       | Сједињене Државе                             | Закари Шиник, Раи Бенџамин, Рики Морган, Мајкл Норман                             | 3:00,77                                      | Колеџ Стејшон, САД                           | 10. март 2018.                               |
| Јужноамерички рекорд                         | Бразил                                       | Claudinei да Силва, Осмар дос Сантос Флавио Годој, Жералдо Марањао                | 3:10,50                                      | Париз, Француска                             | 8. март 1997.                                |
| Европски рекорд                              | Пољска                                       | Карол Залевски, Рафал Омелко Лукаш Кравчук, Јакуб Кшевина                         | 3:01,77                                      | Бирмингем, Уједињено Краљевство              | 4. март 2018.                                |
| Океанијски рекорд                            | Аустралија                                   | Пол Грин, Марк Гарнер Рохан Робинсон, Стив Пери                                   | 3:08,49                                      | Севиља, Шпанија                              | 10. март 1991.                               |

## Квалификациона норма
| Дворана    | Отворено |
| ---------- | -------- |
| нема норме |          |

## Сатница
| Датум         | Време | Ниво          |
| ------------- | ----- | ------------- |
| 3. март 2025. | 11:10 | Квалификације |
| 3. март 2025. | 20:15 | Финале        |

## Резултати

### Финале
Финална трка је одржана 23. марта у 20:11.,,
| Пласман | Штафета   | Атлетичари                                                                      | НР      | Време   | Белешка |
| ------- | --------- | ------------------------------------------------------------------------------- | ------- | ------- | ------- |
|         | САД       | Elija Godwin, Брајан Фауст, Џекори Патерсон, Кристофер Бејли                    | 3:01,39 | 3:03,13 | НРС     |
|         | Јамајка   | Рашин Макдоналд, Јасауна Денис, Kimar Farquharson, Демар Франсис                | 3:03,69 | 3:05,05 | НРС     |
|         | Мађарска  | Патрик Симон Ењинги, Золтан Вахл, Арпад Ковач, Атила Молнар                     | 3:08,58 | 3:06,03 | НР      |
| 4.      | Кина      | Чију Џенг, Ћининг Џанг, Синлунг Сју, Тјенћи Ђу                                  | 3:10,82 | 3:06,90 | НР      |
| 5.      | Шри Ланка | Калинга Хева Кумараге, Х.Д.Р. Мадушан, Ј.О. Шашината Силва, С.М.С.В. Раџакаруна | 3:11,29 | 3:10,58 | НР      |